# Campionat de bàsquet de l'NCAA
El campionat de bàsquet de la NCAA està dividit en tres divisions. La més important és la Divisió I, formada per 68 equips de bàsquet de col·legis i universitats dels Estats Units. Es disputa cada primavera.
La competició comença amb una fase de conferències regionals. Els millors equips de cada conferència i alguns altres escollits per la NCAA, segons diversos criteris, disputen una fase final per eliminatòries a partit únic, d'on surten quatre equips que disputen la final a quatre o Final Four.
Durant la història de la competició la NCAA ha anat augmentant el nombre d'equips participants en la fase final. Aquests han estat:
- 1939-1950: 8 equips
- 1951-1952: 16 equips
- 1953-1974: 24 equips (puntualment 22–25 equips)
- 1975-1978: 32 equips
- 1979: 40 equips
- 1980-1982: 48 equips
- 1983: 52 equips
- 1984: 53 equips
- 1985-2000: 64 equips
- 2001-2010: 65 equips
- 2011-avui: 68 equips

## Historial
| Any  | Campió                       | Resultat                     | Subcampió                    | Seu                           |
| ---- | ---------------------------- | ---------------------------- | ---------------------------- | ----------------------------- |
| 1939 | Oregon                       | 46-33                        | Ohio State                   | Evanston (Illinois)           |
| 1940 | Indiana                      | 60-42                        | Kansas                       | Kansas City (Missouri)        |
| 1941 | Wisconsin                    | 39-34                        | Washington State             | Kansas City (Missouri)        |
| 1942 | Stanford                     | 53-38                        | Dartmouth                    | Kansas City (Missouri)        |
| 1943 | Wyoming                      | 46-34                        | Georgetown                   | Nova York                     |
| 1944 | Utah                         | 42-40                        | Dartmouth                    | Nova York                     |
| 1945 | Oklahoma State               | 49-45                        | NYU                          | Nova York                     |
| 1946 | Oklahoma State               | 43-40                        | North Carolina               | Nova York                     |
| 1947 | Holy Cross                   | 58-47                        | Oklahoma                     | Nova York                     |
| 1948 | Kentucky                     | 58-47                        | Baylor                       | Nova York                     |
| 1949 | Kentucky                     | 46-36                        | Oklahoma A&M                 | Seattle                       |
| 1950 | CCNY                         | 71-68                        | Bradley                      | Nova York                     |
| 1951 | Kentucky                     | 68-58                        | Kansas State                 | Minneapolis                   |
| 1952 | Kansas                       | 80-63                        | St. John's                   | Seattle                       |
| 1953 | Indiana                      | 69-68                        | Kansas                       | Kansas City (Missouri)        |
| 1954 | La Salle                     | 92-76                        | Bradley                      | Kansas City (Missouri)        |
| 1955 | San Francisco                | 77-63                        | La Salle                     | Kansas City (Missouri)        |
| 1956 | San Francisco                | 83-71                        | Iowa                         | Evanston (Illinois)           |
| 1957 | North Carolina               | 46-33                        | Kansas                       | Kansas City (Missouri)        |
| 1958 | Kentucky                     | 84-72                        | Seattle                      | Louisville (Kentucky)         |
| 1959 | California                   | 71-70                        | West Virginia                | Louisville (Kentucky)         |
| 1960 | Ohio State                   | 75-55                        | California                   | Daly City                     |
| 1961 | Cincinnati                   | 70-65                        | Ohio State                   | Evanston (Illinois)           |
| 1962 | Cincinnati                   | 71-59                        | Ohio State                   | Louisville (Kentucky)         |
| 1963 | Loyola Chicago               | 60-58                        | Cincinnati                   | Louisville (Kentucky)         |
| 1964 | UCLA                         | 98-83                        | Duke                         | Kansas City (Missouri)        |
| 1965 | UCLA                         | 91-80                        | Michigan                     | Portland (Oregon)             |
| 1966 | Texas Western                | 72-65                        | Kentucky                     | College Park (Maryland)       |
| 1967 | UCLA                         | 79-64                        | Dayton                       | Louisville (Kentucky)         |
| 1968 | UCLA                         | 78-55                        | North Carolina               | Los Angeles                   |
| 1969 | UCLA                         | 92-72                        | Purdue                       | Louisville (Kentucky)         |
| 1970 | UCLA                         | 80-69                        | Jacksonville                 | College Park (Maryland)       |
| 1971 | UCLA                         | 68-62                        | Villanova                    | Houston                       |
| 1972 | UCLA                         | 81-76                        | Florida State                | Los Angeles                   |
| 1973 | UCLA                         | 87-66                        | Memphis State                | Saint Louis (Missouri)        |
| 1974 | North Carolina State         | 76-64                        | Marquette                    | Greensboro                    |
| 1975 | UCLA                         | 92-85                        | Kentucky                     | San Diego                     |
| 1976 | Indiana                      | 86-68                        | Michigan                     | Filadèlfia                    |
| 1977 | Marquette                    | 67-59                        | North Carolina               | Atlanta                       |
| 1978 | Kentucky                     | 94-88                        | Duke                         | Saint Louis (Missouri)        |
| 1979 | Michigan State               | 75-64                        | Indiana State                | Salt Lake City                |
| 1980 | Louisville                   | 59-54                        | UCLA                         | Indianapolis                  |
| 1981 | Indiana                      | 63-50                        | North Carolina               | Filadèlfia                    |
| 1982 | North Carolina               | 63-62                        | Georgetown                   | Nova Orleans                  |
| 1983 | North Carolina State         | 54-52                        | Houston                      | Albuquerque                   |
| 1984 | Georgetown                   | 84-75                        | Houston                      | Seattle                       |
| 1985 | Villanova                    | 66-64                        | Georgetown                   | Lexington (Kentucky)          |
| 1986 | Louisville                   | 72-69                        | Duke                         | Dallas                        |
| 1987 | Indiana                      | 74-73                        | Syracuse                     | Nova Orleans                  |
| 1988 | Kansas                       | 83-79                        | Oklahoma                     | Kansas City (Missouri)        |
| 1989 | Michigan                     | 80-79                        | Seton Hall                   | Seattle                       |
| 1990 | UNLV                         | 103-73                       | Duke                         | Denver                        |
| 1991 | Duke                         | 72-65                        | Kansas                       | Indianapolis                  |
| 1992 | Duke                         | 71-51                        | Michigan                     | Minneapolis                   |
| 1993 | North Carolina               | 77-71                        | Michigan                     | Nova Orleans                  |
| 1994 | Arkansas                     | 76-72                        | Duke                         | Charlotte (Carolina del Nord) |
| 1995 | UCLA                         | 89-78                        | Arkansas                     | Seattle                       |
| 1996 | Kentucky                     | 76-67                        | Syracuse                     | East Rutherford (Nova Jersey) |
| 1997 | Arizona                      | 84-79                        | Kentucky                     | Indianapolis                  |
| 1998 | Kentucky                     | 78-69                        | Utah                         | San Antonio (Texas)           |
| 1999 | Connecticut                  | 77-74                        | Duke                         | Saint Petersburg (Florida)    |
| 2000 | Michigan State               | 89-76                        | Florida                      | Indianapolis                  |
| 2001 | Duke                         | 82-72                        | Arizona                      | Minneapolis                   |
| 2002 | Maryland                     | 64-52                        | Indiana                      | Atlanta                       |
| 2003 | Syracuse                     | 81-78                        | Kansas                       | Nova Orleans                  |
| 2004 | Connecticut                  | 82-73                        | Georgia Tech                 | San Antonio (Texas)           |
| 2005 | North Carolina               | 75-70                        | Illinois                     | Saint Louis (Missouri)        |
| 2006 | Florida                      | 73-57                        | UCLA                         | Indianapolis                  |
| 2007 | Florida                      | 84-75                        | Ohio State                   | Atlanta                       |
| 2008 | Kansas                       | 75-68                        | Memphis                      | San Antonio (Texas)           |
| 2009 | North Carolina               | 89-72                        | Michigan State               | Detroit                       |
| 2010 | Duke                         | 61-59                        | Butler                       | Indianapolis                  |
| 2011 | Connecticut                  | 53-41                        | Butler                       | Houston                       |
| 2012 | Kentucky                     | 67-59                        | Kansas                       | Nova Orleans                  |
| 2013 | Louisville                   | 82-76                        | Michigan                     | Atlanta                       |
| 2014 | Connecticut                  | 60-54                        | Kentucky                     | Arlington (Texas)             |
| 2015 | Duke                         | 68-63                        | Wisconsin                    | Indianapolis                  |
| 2016 | Villanova                    | 77-74                        | North Carolina               | Houston                       |
| 2017 | North Carolina               | 71-65                        | Gonzaga                      | Glendale (Arizona)            |
| 2018 | Villanova                    | 79-62                        | Michigan                     | San Antonio (Texas)           |
| 2019 | Virgínia                     | 85-77                        | Texas Tech                   | Minneapolis                   |
| 2020 | El torneig va ser cancel·lat | El torneig va ser cancel·lat | El torneig va ser cancel·lat | El torneig va ser cancel·lat  |
| 2021 | Baylor                       | 86-70                        | Gonzaga                      | Indianapolis                  |

## Palmarés
| Equip                | Campionats                                                             | Subcampionats                           | Finals |
| -------------------- | ---------------------------------------------------------------------- | --------------------------------------- | ------ |
| UCLA                 | 11 (1964, 1965, 1967, 1968, 1969, 1970, 1971, 1972, 1973, 1975 i 1995) | 2 (1980 i 2006)                         | 13     |
| Kentucky             | 8 (1948, 1949, 1951, 1958, 1978, 1996, 1998 i 2012)                    | 4 (1966, 1975, 1997 i 2014)             | 12     |
| North Carolina       | 6 (1957, 1982, 1993, 2005, 2009 i 2017)                                | 5 (1946, 1968, 1977, 1981 i 2016)       | 11     |
| Indiana              | 5 (1940, 1953, 1976, 1981 i 1987)                                      | 1 (2002)                                | 6      |
| Duke                 | 5 (1991, 1992, 2001, 2010 i 2015)                                      | 6 (1964, 1978, 1986, 1990, 1994 i 1999) | 11     |
| Connecticut          | 4 (1999, 2004, 2011 i 2014)                                            |                                         | 4      |
| Kansas               | 3 (1952, 1988 i 2008)                                                  | 6 (1940, 1953, 1957, 1991, 2003 i 2012) | 9      |
| Louisville           | 3 (1980, 1986 i 2013)                                                  |                                         | 3      |
| Villanova            | 3 (1985, 2016 i 2018)                                                  | 1 (1971)                                | 4      |
| Oklahoma State       | 2 (1945 i 1946)                                                        |                                         | 2      |
| San Francisco        | 2 (1955 i 1956)                                                        |                                         | 2      |
| Cincinnati           | 2 (1961 i 1962)                                                        | 1 (1963)                                | 3      |
| North Carolina State | 2 (1974 i 1983)                                                        |                                         | 2      |
| Michigan State       | 2 (1979 i 2000)                                                        | 1 (2009)                                | 3      |
| Florida              | 2 (2006 i 2007)                                                        | 1 (2000)                                | 3      |
| Oregon               | 1 (1939)                                                               |                                         | 1      |
| Wisconsin            | 1 (1941)                                                               | 1 (2015)                                | 2      |
| Stanford             | 1 (1942)                                                               |                                         | 1      |
| Wyoming              | 1 (1943)                                                               |                                         | 1      |
| Utah                 | 1 (1944)                                                               | 1 (1998)                                | 2      |
| Holy Cross           | 1 (1947)                                                               |                                         | 1      |
| CCNY                 | 1 (1950)                                                               |                                         | 1      |
| La Salle             | 1 (1954)                                                               | 1 (1955)                                | 1      |
| California           | 1 (1959)                                                               | 1 (1960)                                | 2      |
| Ohio State           | 1 (1960)                                                               | 4 (1939, 1961, 1962 i 2007)             | 5      |
| Loyola Chicago       | 1 (1963)                                                               |                                         | 1      |
| Texas Western        | 1 (1966)                                                               |                                         | 1      |
| Marquette            | 1 (1977)                                                               | 1 (1974)                                | 2      |
| Georgetown           | 1 (1984)                                                               | 3 (1943, 1982 i 1985)                   | 4      |
| Michigan             | 1 (1989)                                                               | 6 (1965, 1976, 1992, 1993, 2013 i 2018) | 7      |
| UNLV                 | 1 (1990)                                                               |                                         | 1      |
| Arkansas             | 1 (1994)                                                               | 1 (1995)                                | 2      |
| Arizona              | 1 (1997)                                                               | 1 (2001)                                | 2      |
| Maryland             | 1 (2002)                                                               |                                         | 1      |
| Syracuse             | 1 (2003)                                                               | 2 (1987 i 1996)                         | 3      |
| Virgínia             | 1 (2019)                                                               |                                         | 1      |
| Baylor               | 1 (2021)                                                               | 1 (1948)                                | 2      |
| Dartmouth            |                                                                        | 2 (1942 i 1944)                         | 2      |
| Bradley              |                                                                        | 2 (1950 i 1954)                         | 2      |
| Houston              |                                                                        | 2 (1983 i 1984)                         | 2      |
| Oklahoma             |                                                                        | 2 (1947 i 1988)                         | 2      |
| Butler               |                                                                        | 2 (2010 i 2011)                         | 2      |
| Gonzaga              |                                                                        | 2 (2017 i 2021)                         | 2      |
| Washington State     |                                                                        | 1 (1941)                                | 1      |
| Oklahoma A&M         |                                                                        | 1 (1944)                                | 1      |
| NYU                  |                                                                        | 1 (1945)                                | 1      |
| Kansas State         |                                                                        | 1 (1951)                                | 1      |
| St. John's           |                                                                        | 1 (1952)                                | 1      |
| Iowa                 |                                                                        | 1 (1956)                                | 1      |
| Seattle              |                                                                        | 1 (1958)                                | 1      |
| West Virginia        |                                                                        | 1 (1959)                                | 1      |
| Dayton               |                                                                        | 1 (1967)                                | 1      |
| Purdue               |                                                                        | 1 (1969)                                | 1      |
| Jacksonville         |                                                                        | 1 (1970)                                | 1      |
| Florida State        |                                                                        | 1 (1972)                                | 1      |
| Memphis State        |                                                                        | 1 (1973)                                | 1      |
| Indiana State        |                                                                        | 1 (1979)                                | 1      |
| Seton Hall           |                                                                        | 1 (1989)                                | 1      |
| Georgia Tech         |                                                                        | 1 (2004)                                | 1      |
| Illinois             |                                                                        | 1 (2005)                                | 1      |
| Memphis              |                                                                        | 1 (2008)                                | 1      |
| Texas Tech           |                                                                        | 1 (2019)                                | 1      |